# Barnaül
|  | Aquest article tracta sobre la capital del krai de l'Altai. Vegeu-ne altres significats a «Barnaül (desambiguació)». |

Barnaül (en rus Барнаул) és una ciutat i la capital del krai de l'Altai, a Rússia. Segons el cens de 2021 compta amb una població de 698.603 habitants.

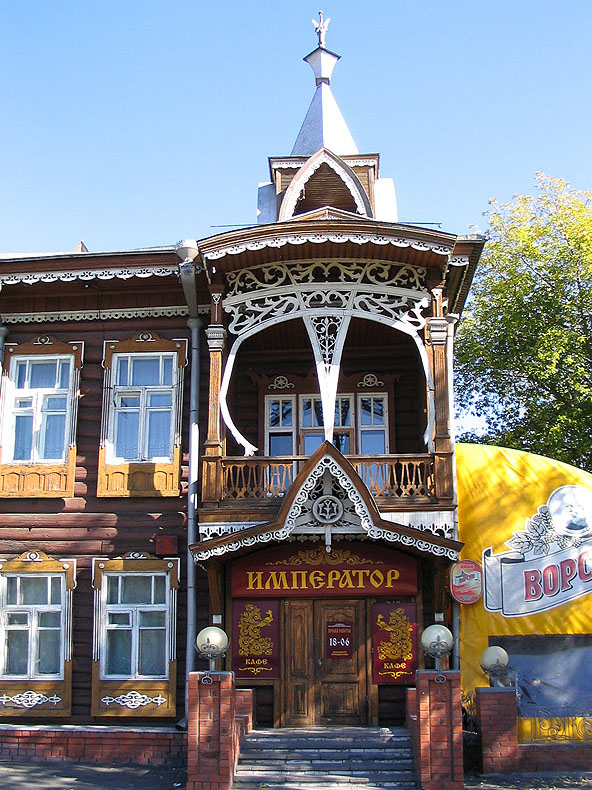
Una antiga casa de fusta.

Barnaül és una de les ciutats més antigues de Sibèria.
Afavorida per la seva proximitat a les riqueses mineres de les muntanyes Altai (coure i plata)i estar a la riba del gran riu navegable Obi,la ciutat va ser fundada per l'acabalada família Demidov el 1730.
En el segle xx, després de la construcció del ferrocarril Turkestan-Sibèria, va esdevenir un important centre comercial i cultural actualment compta amb cinc universitat i és un important centre científic.
Durant la segona guerra mundial molts ciutadans de Barnaül van morir al front de guerra a la vegada que al ciutat es beneficiava de la recolocació de la indústria soviètica en localitats allunyades dels escenaris principals dels combats.

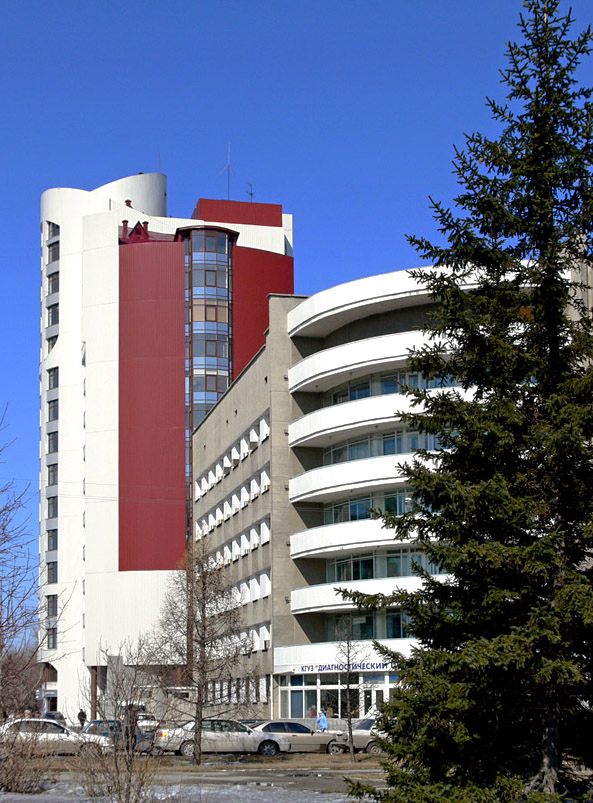
Edificis moderns